# Championnat d'Europe de patinage artistique 1899
Navigation
Édition précédente Édition suivante
Le championnat d'Europe de patinage artistique 1899 a lieu du 14 au 15 janvier 1899 à la patinoire extérieure de Davos en Suisse.
Le championnat du monde a lieu dans la même ville des Grisons un mois plus tard en février.

## Podium
| Épreuves                      | Or             | Argent       | Bronze        |
| ----------------------------- | -------------- | ------------ | ------------- |
| Messieurs résultats détaillés | Ulrich Salchow | Gustav Hügel | Ernst Fellner |

## Tableau des médailles
| Rang  | Nation   | Or | Argent | Bronze | Total |
| ----- | -------- | -- | ------ | ------ | ----- |
| 1     | Suède    | 1  | 0      | 0      | 1     |
| 2     | Autriche | 0  | 1      | 1      | 2     |
| Total | Total    | 1  | 1      | 1      | 3     |

## Détails de la compétition Messieurs
| Rang | Nom            | Nation    | Places | Points | Fig. impo. | Prog. libre |
| ---- | -------------- | --------- | ------ | ------ | ---------- | ----------- |
| 1    | Ulrich Salchow | Suède     | 8      |        |            |             |
| 2    | Gustav Hügel   | Autriche  | 10     |        |            |             |
| 3    | Ernst Fellner  | Autriche  | 12     |        |            |             |
| 4    | Martin Gordan  | Allemagne | 20     |        |            |             |